# Debły
Debły – obszar ochrony ścisłej na terenie Kampinoskiego Parku Narodowego, utworzony w 1977. Zajmuje powierzchnię 325,98 ha. Obejmuje fragment południowego pasa wydmowego z parabolą Nartowej Góry i część południowego pasa bagiennego. Na Grabowym Guncie zgrupowanie okazałych 28 Ławskich Dębów, a na południowo-zachodnim krańcu Nartowej Góry pomnikowy Stary Dąb Debelski. Ostoja łosia, dzika, bobra oraz ptaków drapieżnych.